# Thessalia carolynae
Thessalia carolynae är en fjärilsart som beskrevs av Gunder 1926. Thessalia carolynae ingår i släktet Thessalia och familjen praktfjärilar. Inga underarter finns listade i Catalogue of Life.